# Horus modestus
Horus modestus är en spindeldjursart som beskrevs av Chamberlin 1930. Horus modestus ingår i släktet Horus och familjen Olpiidae. Inga underarter finns listade i Catalogue of Life.